# Fundația Linux
Fundația Linux (LF) este o asociație comercială de tehnologie non-profit care are ca obiective promovarea, standardizarea și protejarea platformei Linux prin furnizarea unui set cuprinzător de servicii care să concureze cu platformele comerciale existente. De asemenea, unul dintre obiectivele sale este de a menține platforma independentă și gratuită, ceea ce se realizează în principal prin sprijinul lui Linus Torvalds, creatorul nucleului Linux, precum și a altor dezvoltatori cheie de kernel. 

Fundația Linux cuprinde peste 500 de companii. Este de departe cea mai mare organizație non-profit open source din lume. Fundația găzduiește evenimente de colaborare între comunitatea tehnică Linux, dezvoltatorii de software, industria și utilizatorii finali pentru a rezolva problemele urgente cu care se confruntă Linux și open source.
Fundația Linux a fost înființată în 2007, și acționează ca o entitate pentru promovarea Linux. Promovează inovația prin evenimente de colaborare sau programe comunitare între comunitățile Linux - referitoare la dezvoltatorii de aplicații, utilizatorii finali și membrii industriei - rezolvând, în consecință, probleme tehnice, legale și promoționale cu care se pot confrunta Linux. Serviciile de standardizare și asistența sunt oferite pentru a face profitabilă platforma deschisă pentru eforturile de dezvoltare. Unele dintre acestea sunt Linux Developer Network și Linux Standard Base.
Fundația sprijină comunitatea prin evenimente anuale, cum ar fi Linux Kernel Developers Summit, Linux Collaboration Summit și evenimentul general LinuxCon. De asemenea, sunt furnizate servicii către zone cheie ale comunității, cum ar fi fonduri de călătorie pentru dezvoltatorii de surse deschise și alte asistență administrativă. De asemenea, a fost creat un program de formare avansat, neutru din punct de vedere tehnic al vânzătorilor, condus de conducătorii efectivi ai comunității de dezvoltare Linux. Administrez și marca comercială a platformei. Ofera dezvoltatorilor sau programatorilor protectia legala a proprietatii intelectuale. Coordonează industria, colaborarea juridică comunitară și educația.

## Proiecte
Proiectele Linux Foundation sunt proiecte software open source dezvoltate de grupuri de lucru și finanțate independent la care contribuie mii de dezvoltatori din întreaga lume.
- ACRN: este un hypervisor de referință open source, creat pentru a răspunde nevoilor dezvoltării sistemelor înglobate IoT.[2]

- AllJoyn: cadru de aplicații pentru dispozitive și servicii conectate, format în cadrul Allseen Alliance în 2013. [3]

- Automotive Grade Linux (AGL): proiect colaborativ al unui sistem de operare și cadru care poate servi drept standard pentru industria auto. Ultima versiune este UCB 12.91 (Magic Marlin) din decembrie 2021.[4]

- Carrier Grade Linux (CGL): specificație de interfață cu furnizorii și operatorii de echipamente de rețea care acoperă hardware, clustering, securitate, service, disponibilitate și performanță.

- CD (Continuous Delivery) Foundation: abordare de inginerie software în cicluri scurte, utilizat pe scară largă în cloud computing, IT pentru întreprinderi. [5]

- Cloud Foundry: platformă PaaS cu aplicații multi cloud guvernată de Cloud Foundry Foundation.[6]

- Cloud Native Computing Foundation (CNCF): proiect pentru avansarea tehnologiei containerelor și pentru a alinia industria tehnologică în funcție de evoluția sa. Membrii fondatori includ Google, CoreOS, Mesosphere, Red Hat, Twitter, Huawei, Intel, Cisco, IBM, Docker, Univa și VMware.[7]

- CHAOSS: proiect axat pe dezvoltarea de valori și analize software pentru îmbunătățirea procesului de dezvoltare și pot oferi companiilor informații care fac proiectele viitoare mai previzibile, eficiente etc.[8]

- Code Aurora Forum: consorțiu de companii cu proiecte software care deservesc industria wireless de telefonie mobilă.[9]

- Core Embedded Linux Project (CELP): proiect ce se concentrează pe avansarea Linux ca platformă open source pentru sisteme înglobate.

- Core Infrastructure Initiative (CII): inițiativă pentru a finanța și sprijini proiecte software open-source care sunt esențiale pentru funcționarea internetului și alte sisteme informaționale majore.[10]

- Data Plane Development Kit (DPDK): oferă un cadru de programare pentru procesoare x86, ARM, PowerPC și permite dezvoltarea mai rapidă a aplicațiilor de rețea pentru pachete de date de mare viteză.[11]

- Delta Lake: cadru de stocare al tehnologiei de stocare în cloud pentru tranzacții ACID și sarcini de lucru big data.[12]

- Diagnostic and Monitoring (DiaMon) Workgroup: lucrează pentru îmbunătățirea software-ului open source de diagnosticare și monitorizare bazat pe Linux pentru a rezolva problemele din lumea reală. [13]

- Dronecode: proiect de colaborare open source, ce stabilește standarde și servicii software și hardware pentru aeronave fără pilot în soluții moderne și de încredere.[14]

- EdgeX Foundry: proiect ce acționează ca un cadru software extrem de flexibil și scalabil care facilitează interoperabilitatea între dispozitive plug-and-play și aplicații la IoT.[15]

- ELISA (Enabling Linux In Safety Applications): proiectul a fost conceput pentru a facilita  dezvoltarea și certificarea de aplicații critice bazate pe Linux. [16]

- Fast Data Project (FD.io): oferă un cadru de servicii IO pentru creșterea vitezei și eficiența IO a datelor pentru rețele, stocare mai flexibilă și scalabilă. [17]

- FinOps Foundation: sprijină promovarea specialiștilor în practica operațională de gestionare a managementului financiar cloud și implicațiile financiare ale utilizării cloudului public.[18]

- FOSSologie: proiect dedicat unui sistem software și set de instrumente de conformitate cu licența open source. [19]

- FRRouting (FRR): suită de protocol de rutare IP pentru platformele Unix-like. [20]

- GraphQL: limbaj de interogare și manipulare de date open-source pentru API și timp de execuție pentru îndeplinirea interogărilor cu datele existente. [21]

- Hyperledger: proiectul este un efort global, open source, bazat pe avansarea tehnologiilor blockchain transindustriale.

- IO Visor: proiect open source și o comunitate de dezvoltatori pentru a accelera inovarea, dezvoltarea și partajarea serviciilor IO virtualizate în kernel pentru funcții de urmărire, analiză, monitorizare, securitate și rețea. IO Visor răspunde noilor cerințe prezentate de cloud computing, IoT, rețea definită de software (SDN) și virtualizarea funcției de rețea (NFV).[22]

- IoTivity: IoTivity este un cadru software cu sursă deschisă care permite conectivitate fără întreruperi de la dispozitiv la dispozitiv pentru a răspunde nevoilor emergente ale IoT. IoTivity  implementează Open Connectivity Foundation (OCF).[23]

- JanusGraph: proiectul este un fork TitanDB ce își propune să continue dezvoltarea open source a bazei de date grafice TitanDB. [24]

- Kinetic Open Storage: proiect dedicat creării unui standard open source în jurul dispozitivelor de stocare compatibile Ethernet, pentru accesarea unităților lor. Proiectul este rezultatul unei alianțe care include principalii producători de hard disk.

- Kubernetes (k8s): sistem de gestionare a containerelor open source pentru automatizarea implementării, scalării și distribuirii aplicațiilor. A fost inițial proiectat de Google și este acum un proiect întreținut de Cloud Native Computing Foundation. Scopul său este de a oferi o "platformă de automatizare a implementării, scalării și operării containerelor de aplicații în grupuri de computere.[25]

- Linux Standard Base (LSB): este un proiect comun al mai multor Linux înființat în 2001 de organizația Linux Foundation, pentru a standardiza structura sistemului software, inclusiv ierarhia sistemelor de fișiere utilizate în sistemul de operare Linux. LSB se bazează pe specificațiile POSIX, Single UNIX Specification (SUS) și alte câteva standarde deschise.

- Long Term Support Initiative (LTSI):  proiect la nivel de industrie creat și susținut pentru a menține o bază Linux comună pentru utilizare în sistemele înglobate din produse electronice de larg consum.[26]

- Mlflow: platformă pentru eficientizarea și gestionarea ciclului de viață al învățării automate (ML). Acceptă orice bibliotecă ML, algoritm, instrument de implementare sau limbaj. [27]

- Open Data Platform initiative (ODPi): găzduiește proiecte care accelerează dezvoltarea și livrarea de soluții big data pe o platformă comună. Oferă dezvoltatorilor de big data un model de bază pentru a crea aplicații și servicii care pot fi interoperabile pe diferite platforme. ODP oferă, de asemenea, dezvoltatorilor de date mari acces la arhitecturi de referință și un set consistent de documentație pentru a ușura procesul de dezvoltare și integrare.[28]

- Open Network Operating System (ONOS): scopul proiectului este de a crea un sistem de operare într-o rețea definită de software (SDN) pentru furnizorii de servicii de comunicații, proiectat pentru scalabilitate, performanță și disponibilitate ridicată.[29]

- OpenAPI Iniative (OAI): proiecte pentru standardizarea API. OAI se concentrează pe crearea, evoluția și promovarea unui format de descriere neutru pentru furnizori. [30]

- OpenBMC: proiect colaborativ al cărui scop este de a dezvolta o implementare open source a stivei de firmware Baseboard Management Controllers (BMC). OpenBMC este destinată să ruleze pe sisteme eterogene, inclusiv centre de date pentru întreprinderi, HPC (high-performance computing), telecomunicații și centre de date cloud.[31]

- OpenChain: proiectul își propune să definească conformitatea eficientă a software-ului open source în lanțurile de aprovizionare. Menține ISO/IEC 5230 standardul internațional pentru conformitatea cu licența open source.[32]

- Open Container Initiative: a fost lansată de Docker și CoreOS pentru a crea un set de standarde din industrie în format deschis în jurul formatelor software de containere și a timpilor de execuție.[33]

- OpenDaylight (ODL): platformă deschisă modulară pentru personalizarea și automatizarea rețelelor de orice dimensiune și scară.[34]

- OpenJS: fundație alcătuită din proiecte JavaScript open source fondată prin fuziunea JS Foundation și Node.js Foundation. Promovează adoptarea pe scară largă și dezvoltarea continuă a soluțiilor JavaScript și web și a tehnologiile conexe.[35]

- Open Mainframe: proiect colaborativ pentru a încuraja utilizarea sistemelor de operare bazate pe Linux și a software-ului open source pe computerele mainframe.[36]

- OpenMAMA (Open Middleware Agnostic Messaging API): infrastructură software și hardware care acceptă trimiterea și primirea mesajelor între sistemele distribuite, pe o varietate de middleware orientat către mesaje.[37]

- OpenMessaging: specificație cloud open source, pentru mesageria distribuită. Proiectul este susținut de Alibaba, Verizon Media și alții.[38]

- OpenPrinting: grup de lucru care oferă documentație și suport software pentru imprimarea sub Linux. Deține o bază de date ce listează o mare varietate de imprimante de la diferiți producători. Baza de date oferă rapoarte cu privire la suportul și calitatea fiecărei imprimante și, de asemenea, cu privire la asistența acordată Linux de către fiecare furnizor de imprimante. Se conectează la Common Unix Printing System (CUPS).[39]

- OpenSDS: controler pentru stocare definită de software, care oferă servicii unificate de stocare în medii native cloud cu scalabilitate. Este susținut de importanți furnizori de hardware stocare, inclusiv Dell, Huawei, Fujitsu, HDS etc.[40]

- Open vSwitch (OVS): implementare open-source a unui comutator multistrat virtual distribuit. Oferă o stivă de comutare pentru mediile de virtualizare hardware, suportând în același timp mai multe protocoale și standarde utilizate în rețelele de calculatoare. Codul sursă al proiectului este distribuit sub licență Apache 2.0.[41]

- ONAP (Open Network Automation Platform): platformă pentru managementul și automatizarea rețelelor edge computing pentru operatorii de rețea, furnizorii de cloud și întreprinderi. Este rezultatul fuzionării proiectelor OPEN-O și Open ECOMP. Platforma permite utilizatorilor finali să proiecteze, gestioneze și să automatizeze servicii și funcții virtuale.[42]

- OPNFV (Open Platform for Network Function Virtualization): platformă pentru virtualizarea funcțiilor de rețea (NFV)[43]

- PNDA (Platform for Network Data Analytics): platformă simplă și scalabilă pentru colectarea, procesarea și analiza rețelelor big data.[44]

- R Consortium: dedicat extinderii utilizării limbajului R și dezvoltării acestuia în continuare. R Consorțium colaborează cu R Foundation și este susținut de Microsoft, IBM, Oracle, Google. [45]

- RTLinux (Real-Time Linux): are ca obiectiv general încurajarea adoptării pe scară largă a sistemelor de operare în timp real.

- RethinkDB: bază de date JSON cu sursă deschisă, scalabilă, care facilitează crearea de aplicații în timp real, pentru web-ul în timp real.[46]

- RISC-V International: asociație internațională creată pentru a standardiza și promova arhitectura deschisă a setului de instrucțiuni RISC-V împreună cu sistemul hardware și software pentru utilizare în toate dispozitivele de calcul.[47]

- seL4: fundație dedicată dezvoltării unui micronucleu unic cu verificare formală. Acesta aparține familiei de micronuclee L4 și a fost proiectat pentru a obține securitate și performanță deosebite.[48]

- Servo: proiect al unui motor de căutare de browser web independent, modular și încorporabil, care permite dezvoltatorilor să livreze conținut și aplicații folosind standarde web. Servo este scris în Rust și partajează cod cu Mozilla Firefox. [49]

- SNAS.io (Streaming Network Analytics System): este un framework pentru a colecta, urmări și accesa zeci de milioane de obiecte de rutare (routere, P2P, prefixe) în timp real. [50]

- SODA: promovează SODA Open Data Framework, un sistem de software de gestionare și stocare a datelor pentru autonomie. [51]

- SPDX (Software Package Data eXchange): proiect demarat pentru a crea un format standard pentru comunicarea componentelor, licențelor și drepturilor de autor asociate pachetelor software. Specificația SPDX este un standard internațional, ISO/IEC 5962:2021.[52]

- Tizen: sistem de operare cu sursă deschisă bazat pe [Linux (nucleul)[|kernelul Linux]]. Tizen este susținut de mai mulți operatori de telefonie mobilă și producători de dispozitive mobile.[53]

- TODO (Talk Openly, Develop Openly): grup de lucru format din mai multe companii ce își propune  să realizeze cele mai bune practici, instrumente și programe pentru construirea de proiecte open source fiabile și eficiente pe termen lung.[54]

- Xen: proiect axat pe avansarea virtualizării în aplicații comerciale și open source diferite, inclusiv virtualizarea serverelor, infrastructura ca servicii (IaaS), virtualizare desktop, aplicații de securitate, hardware și sisteme înglobate. Xen dezvoltă Xen Hypervisor, ParaVirtual OperationS (PVOPS) Linux, Xen Cloud Platform și Xen ARM.[55]

- Yocto: proiect de colaborare open source care oferă șabloane, instrumente și metode pentru crearea de sisteme personalizate bazate pe Linux pentru sisteme înglobate și IoT indiferent de arhitectura hardware. [56]

- Zephyr: sistem de operare în timp real pentru dispozitive cu resurse limitate cu accent pe microcontrolere, care acceptă arhitecturi multiple. Este lansat sub licența Apache 2.0. Zephyr include un nucleu, componente și biblioteci, drivere de dispozitiv, stive de protocoale, sisteme de fișiere și actualizări de firmware necesare pentru a dezvolta o aplicație software completă.[57]

## Linux Mobile Foundation

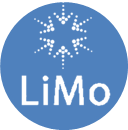
Limo logo

Fundația Linux Mobile (LiMo Foundation) este un consorțiu dedicat creării primului sistem de operare deschis, dependent de hardware, bazat pe Linux pentru dispozitive mobile. LiMo este, de asemenea, numele dat platformei bazate pe Linux și sistemului de operare dezvoltat de această fundație. 
Fundația LiMo a fost fondată în ianuarie 2007 de Motorola, NEC Corp., NTT DoCoMo, Panasonic Mobile Communications, Orange, Samsung Electronics, SK Telecom, Telefonica și Vodafone. La începutul anului 2012, Fundația LiMo a fost redenumită Asociația Tizen (Tizen Association), care dezvoltă și întreține sistemul de operare mobil Tizen.

Obiectivul principal al Fundației LiMo este dezvoltarea unui sistem de operare mobil bazat pe Linux. Unele dintre telefoanele care rulează LiMo includ Samsung Vodafone 360 H1 , Samsung SCH-M510, Panasonic NTT DoCoMo Prime Series P-036 și NEC NTT DoCoMo Prime Series N-03C. Ultima versiune este LiMo R4 din februarie 2011.